# وامازغون
وامازغون (به لاتین: Vamazğon) یک منطقه مسکونی در جمهوری آذربایجان است که در شهرستان لریک واقع شده است. وامازغون ۲۸۰ نفر جمعیت دارد.

## ریشه واژه
برخی از مردم بومی به این روستا بامازیغون می‌گویند. واما تغییریافته واژه تالشی وامالواما به‌معنی خشک و زیغُن به‌معنی مرداب یا باتلاق است و وامازغون یا وامازیغُن یعنی مرداب یا باتلاق خشک.